# Hereweg 2 (Groningen)

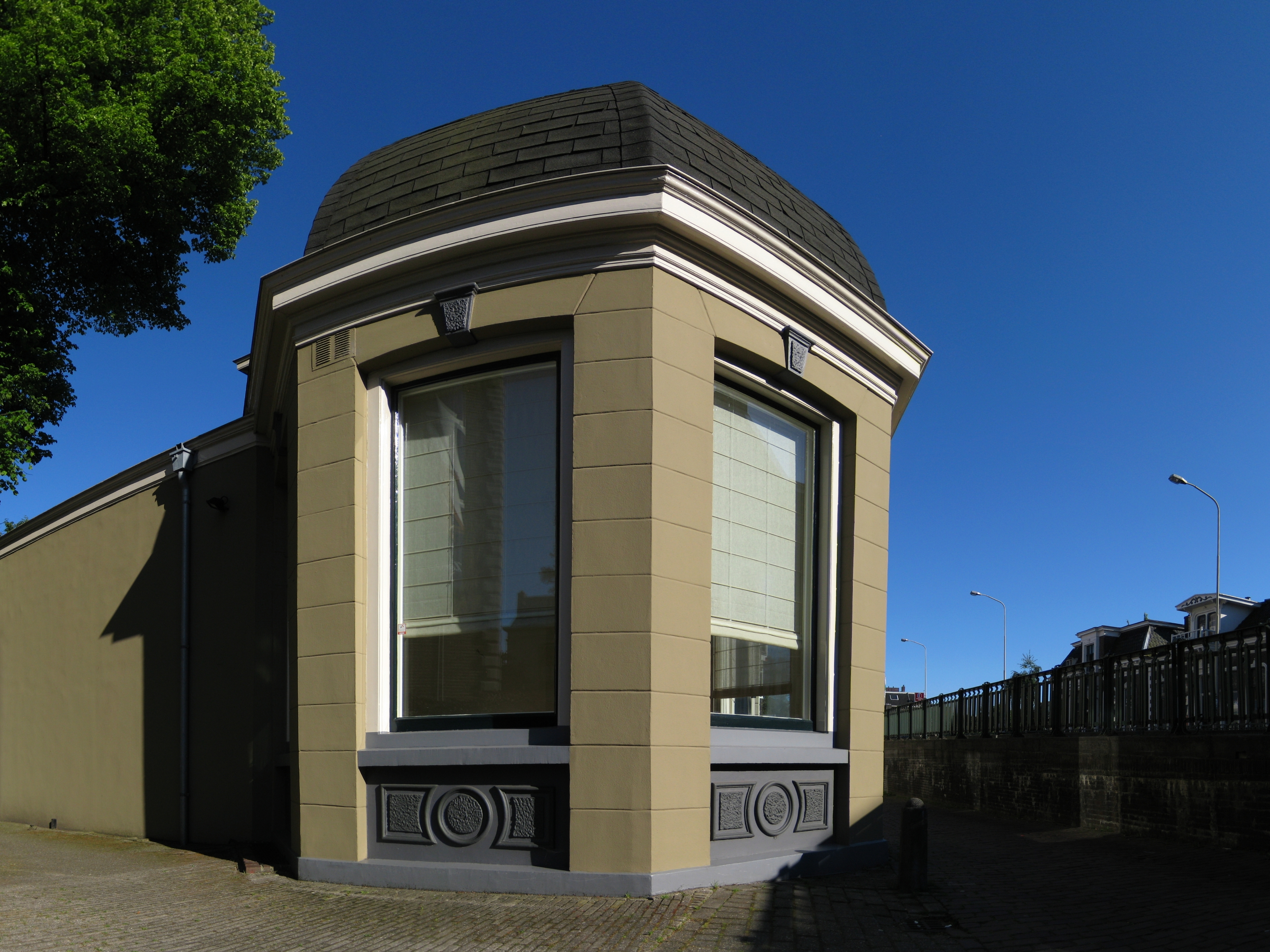
De tuinkoepel van Hereweg 2 in 2010

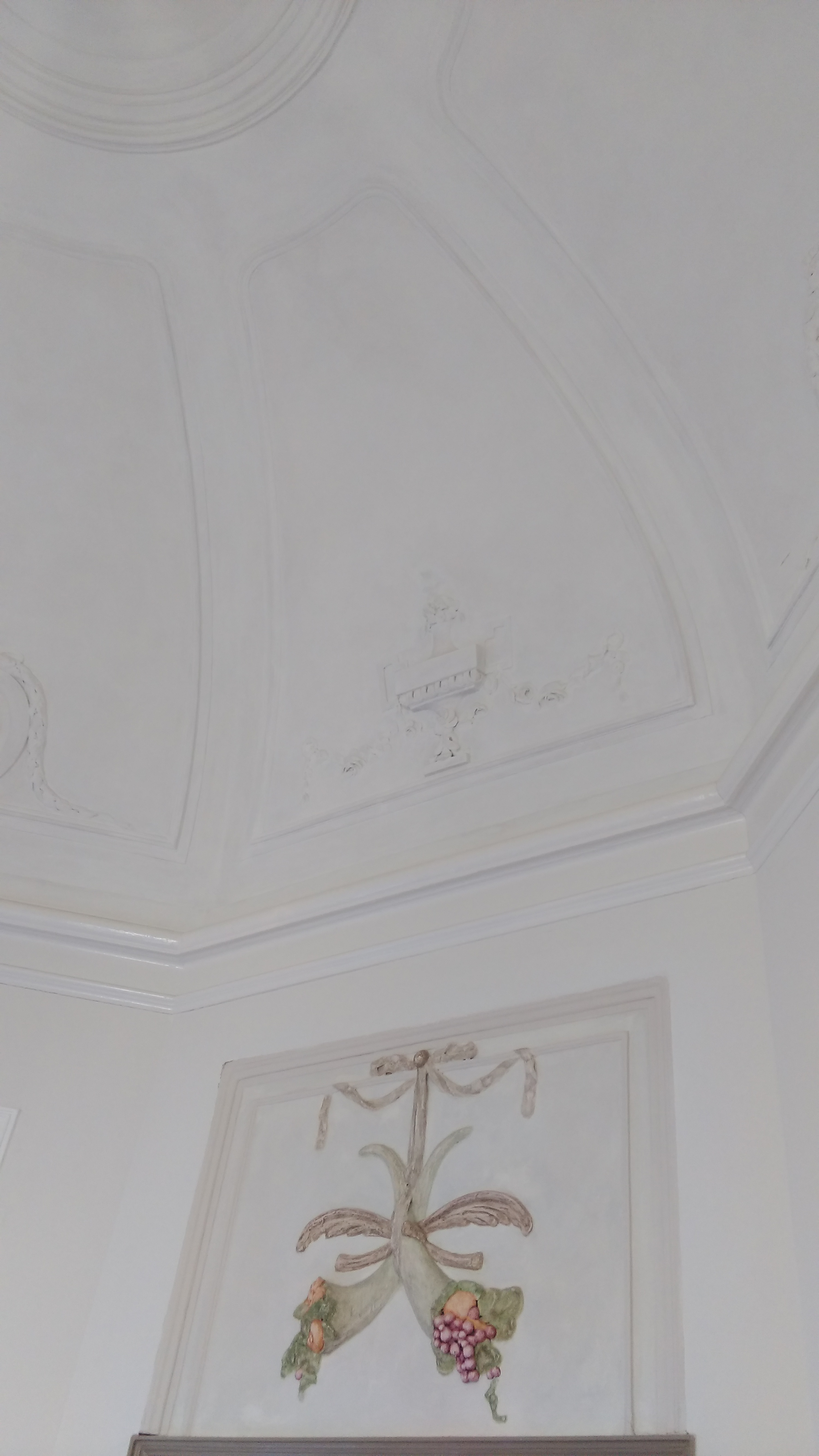
Detail van het koepelplafond na restauratie (2017)

Hereweg 2 is een monumentaal gebouw aan de Hereweg in de stad Groningen.

## Beschrijving
Het gebouw stamt uit 1774 of uit de direct daarop volgende jaren en is gebouwd in opdracht van de raadsheer en latere burgemeester van Groningen Johan van Hoorn.
In de 18e en 19e eeuw was het gebied ten zuiden van de stad voor rijke stadjers een geliefde plek om te tuinieren en te genieten van het buitenleven. De Hereweg was voor dit doel zeer geschikt, want hij was ruim voorzien van boomaanplant met als belangrijkste exponent het Sterrenbos uit 1765.
De tuinkoepel van Hereweg 2, die nu aan de voet van het Herewegviaduct staat, werd indertijd gebouwd op de uiterste noordelijke punt van de gecultiveerde gronden aan de oostzijde van de Hereweg en moet destijds, voor de verstedelijking en verdichting van het gebied, een ideaal uitzicht hebben geboden op de lommerrijke wandelpaden ten zuiden van de verdedigingsgracht, de Herepoort en de Hereweg. De tuinkoepel is van cultuurhistorisch belang, omdat zij herinnert aan de recreatieve functie van het voormalige buitengebied. Het gebouwtype is bijzonder en relatief zeldzaam. Aan de Hereweg en Verlengde Hereweg resteren nog slechts vier van deze tuinkoepels.
In 1865 is aan de koepel een statige villa gebouwd naar een ontwerp van de architect N.W. Lit (1833-1907). De achtkantige eenlaagskoepel is aan de oost-, zuidoost- en zuidzijde opgenomen in de villa. De gevels zijn geheel voorzien van grijs geschilderd pleisterwerk met schijnvoegen uit 1865. In de hanenkammen boven de vensters zijn sluitstenen aangebracht, onder de vensters (borstwering) wit geschilderde symmetrische sier stucvlakken. Boven de kroonlijst torent het imitatie leien koepeldak met op de top op de ontluchtingskoker een koperen bol.
Drie van de acht zijden zijn opgenomen in het aansluitende gebouw namelijk de zuid- en zuidoost- en zuidzijde. Onder de koepel bevindt zich een diepe kelder (ca. 2 meter) met dezelfde afmetingen als de koepel in de achthoekige vorm. De kelder wordt ontsloten door een trap en een houten toegangsdeur.
In 1925/1926 is in de tuin een steenfabriek gebouwd. Hier maakte men o.a. grafstenen die in de koepel werden geëtaleerd. Deze fabriek is later aan het huis getrokken en als grote woonkeuken in gebruik genomen. De koepel is rond de millenniumwisseling geheel gerenoveerd met behulp van restauratie-experts. In het koepelplafond bevinden zich beelden (portretten en hoornen des overvloeds) in het stucwerk en boven de deur. Ook de rest van de villa is toen gerenoveerd en gemoderniseerd.
In 2019 raakte de tuinkoepel bij een aanrijding zwaar beschadigd. Een vrachtwagen van de gemeentelijke milieudienst reed tegen het gebouw, wat veel publiciteit opleverde. Onder toezicht van de Rijksdienst voor Cultureel Erfgoed, de gemeente, en een restauratiearchitect is de koepel hersteld met hergebruik van historische materialen. Onder andere zijn er twee pendanten opnieuw opgemetseld. De restauratie heeft geduurd tot december 2020. Hierna is de Parklaan ter hoogte van de koepel afgesloten voor breed motorverkeer.